# 은행

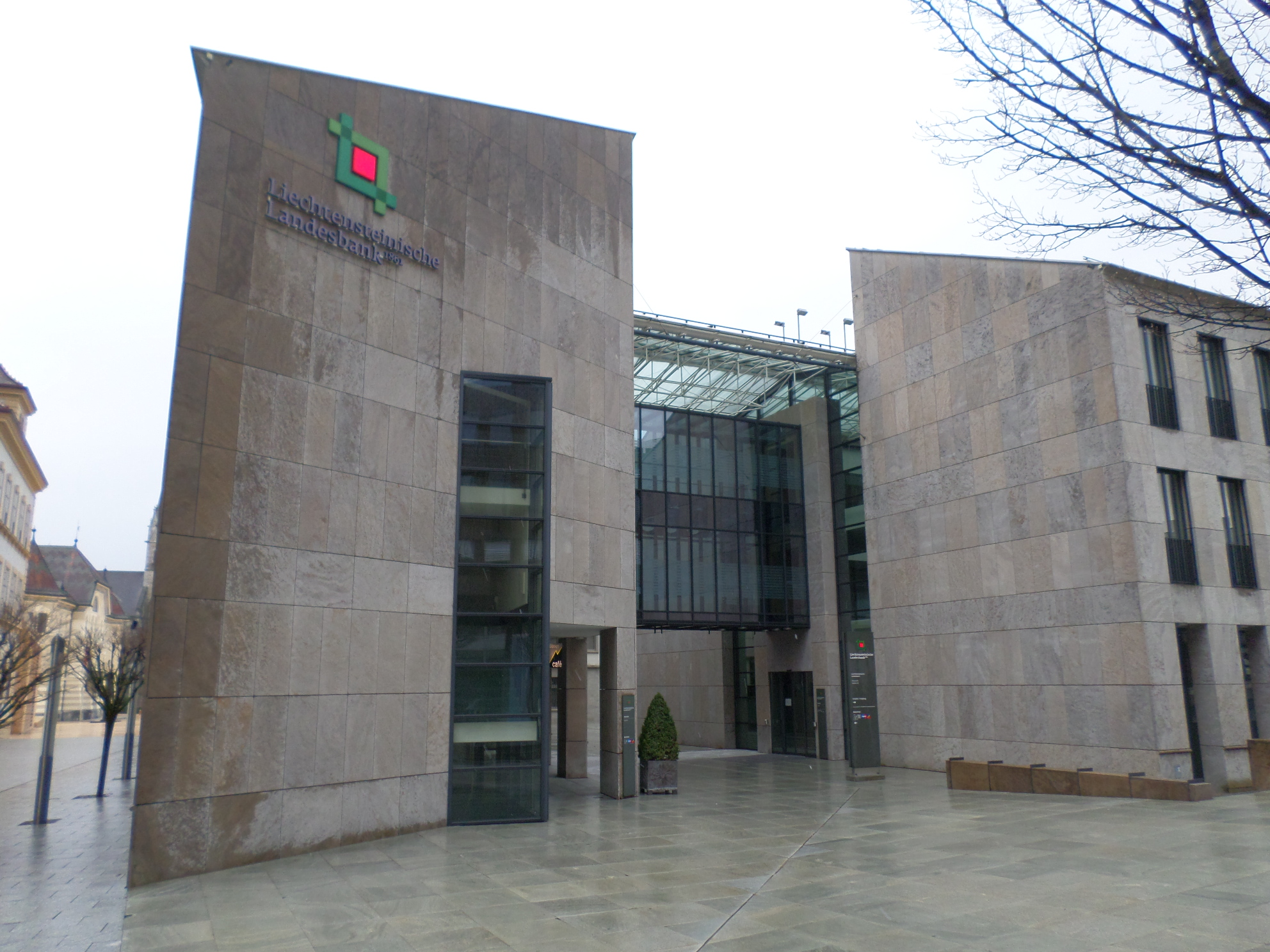

은행(銀行)은 예금을 받고, 대출을 해 주는 금융 기관이다. 대출 활동은 은행이 직접 수행할 수도 있고 자본 시장을 통해 간접적으로 수행할 수도 있다.
은행은 국가의 금융 안정성과 경제에 중요한 역할을 하는 반면, 대부분의 관할권에서는 은행에 대해 높은 수준의 규제를 행사한다. 대부분의 국가에서는 은행이 현재 부채의 일부에 해당하는 유동 자산을 보유하는 부분지급준비금 은행 시스템을 제도화했다. 유동성을 보장하기 위한 기타 규정 외에도 은행은 일반적으로 국제 자본 기준인 바젤 합의에 따른 최소 자본 요건을 따른다.
현대적 의미의 은행업은 14세기 르네상스 이탈리아의 번영한 도시에서 발전했지만, 여러 면에서 고대 세계에 뿌리를 둔 신용 및 대출에 대한 아이디어와 개념의 연속으로 기능했다. 은행 역사에서 수많은 은행 왕조, 특히 메디치가, 파치가, 푸거가, 벨저가, 베렌버그가, 로스차일드가 등이 수세기에 걸쳐 중심 역할을 해왔다. 현존하는 가장 오래된 소매 은행은 반카 몬테 데이 파스키 디 시에나(1472년 설립)이며, 현존하는 가장 오래된 상업 은행은 베렌베르크 은행(1590년 설립)이다.
대한민국의 경우 대표적으로 제1금융권, 제2금융권이 있다.

## 역사
은행업은 고대 세계에서 상인들의 첫 원형이 되는 은행과 함께 시작했으며, 도시들 간에 물건을 조달하였던 농부와 교역자들이 곡식 대출을 받았다. 이러한 일은 기원전 2000년 즈음 아시리아와 바빌로니아에서 비롯되었다. 나중에 고대 그리스 및 로마 제국 시기에 사원에 위치한 대출자들이 대출을 제공하였고 두 개의 중대한 혁신이 있었다. 이들은 예금과 환전을 받아들였다. 이 시기 고대 중국과 인도에서의 고고학은 대출 활동에 대한 증거를 보여준다.

## 은행의 기능
- 돈의 발행 : 대한민국에서는 한국은행에서 대한민국 원을 발행하고 있다.
- 지불금의 정착
- 신용 거래 중개 : 은행은 중개자로서 자체 계좌의 돈을 빌려 주고 빌린 돈을 받는다.
- 신용 품질 개선 : 은행은 돈을 일반 영리 단체와 개인에게 빌려 주지만, 돈을 빌리는 측의 신용 품질은 높다.
- 성숙 변형 : 은행은 수요 부채와 단기간의 부채를 빌려 주지만 더 오랜 기간의 대부금을 제공한다.

## 은행업의 법칙
은행업의 법칙은 은행과 고객 사이의 관계의 계약적 분석을 기반으로 한다. 은행의 정의는 위에 언급되어 있으며, 고객의 정의는 은행이 계좌를 수행하도록 동의한 개인을 말한다.
이러한 관계의 권리와 의무는 다음과 같다:
1. 은행 계좌의 수지(balance)는 은행과 고객 사이에서 금융상의 위치에 있다. 계좌가 신용 상태에 있을 때 은행은 고객에게서 수지에 대한 빚을 지고 있다. 계좌의 돈을 너무 많이 발행할 때, 고객은 수지에 대한 빚을 은행에 지고 있다.
2. 은행은 고객의 동의없이 고객 계좌로부터 돈을 빼내면 안 된다.
3. 은행은 고객의 계좌를 한데 관리할 권한이 있다. 왜냐하면 각 계좌는 단지 같은 신용 관계의 단면이기 때문이다.
4. 은행은 고객이 동의하지 않으면 고객 계좌의 거래 내역을 공개하면 안 된다.
5. 은행은 고객에게 정당한 통보 없이, 또 고객이 동의하지 않는 한, 고객의 계좌를 닫아서는 안 된다. 계좌를 닫는 데에는 관련된 법과 그에 따른 의무가 있다.

## 은행의 역할
1. 화폐 발행 업무 : 은행은 고객의 요구에 대하여 수표를 발행하거나 현금을 지급하기 위해 은행권 또는 당좌예금의 형태로 화폐를 발행한다. 은행권 또는 당좌예금은 언제든지 양도 및 상환이 가능하므로 액면가로 평가되기 때문에 화폐의 역할을 할 수 있다. 은행권의 경우 단순 교부나 수표발행을 통해 효과적으로 양도가 가능하다.
2. 자금중개 및 지급결제 업무 : 은행은 고객을 대신하여 추심 및 지급 업무를 수행한다. 이들은 은행 간 청산및결제시스템에 참가하여 지급결제수단을 통해 대금을 지급한다. 이러한 제도는 내부적, 외부적으로 지급을 상쇄함으로써 은행이 지급결제를 위해 보유하고 있는 지급준비금을 줄일 수 있도록 한다. 또한 지역 사이에서 지급의 흐름을 상쇄시켜 그 사이에서 발생하는 비용을 절감할 수 있게 한다.
3. 신용중개 업무 : 은행은 당행의 계좌를 통해 돈을 빌리거나 빌려주는 중개인 역할을 한다.
4. 신용상태 개선 업무 : 은행은 신용상태가 양호한 일반 법인 및 개인 또는 신용상태가 매우 좋은 차입자에게 돈을 빌려준다. 신용상태의 개선은 은행 자산의 다각화를 통해 이루어지는데, 이는 채무불위험의 위험을 흡수하는 역할을 하지 않는다. 그러나 일반적으로 은행권과 예금은 무담보이다. 따라서 은행이 자금난에 빠져 은행 운영자금 조달을 위해 이러한 자산을 담보로 저당을 잡게 되면, 은행권 소시자 및 예금자는 경제적으로 종속된 지위에 놓이게 된다.
5. 자산·부채 불일치 및 만기 전환 : 은행은 차입에 있어서는 단기 차입을, 대출에 있어서는 장기 대출을 선호한다. 즉, 은행은 짧게 빌리고 길게 빌려준다.
6. 신용창조 기능 : 은행이 일정부분의 지급준비율을 남기고 대출을 하게 되면 이 대출금이 다시 예금되고, 은행은 이 예금에 대하여 지급준비율을 남겨두고 또 다시 대출을 하게 된다. 이러한 과정이 계속적으로 이루어지면 은행은 최초 예금액의 몇 배 이상의 통화를 창출하게 된다.

## 은행원의 직급
은행원은 행장 휘하에 여러 가지 직급이 존재하는데 일반 기업과는 다소 다르다.
1. 행장 : 기업의 사장에 해당되는 직급으로 은행 전체를 총괄한다.
2. 이사 : 기업의 이사와 동일하다.
3. 지점장 : 각 은행의 지점을 총괄하는 직급으로 기업의 부장 직급이다.
4. CS매니저 : 각 은행의 고객상담을 전담하는 직급으로 차장 직급이고 부장의 휘하에 놓여 있다.
5. 과장
6. 대리
7. 사원

## 은행 위기
은행은 시스템 위기가 예고없이 나타날 때 발생하는 여러 형태의 위험에 취약하다. 여기에는 유동성 위험, 신용 위험, 이자율 위험이 포함된다. 유동성 위험이란, 많은 예금자들이 은행의 지불가능자금 이상 인출을 요구할 때 발생한다. 신용 위험이란, 은행에서 대출받은 자가 대출금을 상환하지 않을 수도 있는 위험이다. 이자율 위험이란, 이자율이 상승으로 인해 상대적으로 대출이자보다 예금이자가 더 높아져 은행이 이익을 얻지 못할 수도 있는 위험이다.
역사적으로 은행위기는 수차례 발생했다. 이는 금융시장 전체에 하나 또는 그 이상의 위험이 갑작스럽게 나타났을 때 나타났다. 그 예로는 대공황 기간에 발생한 뱅크런 사태, 1980년대에서 1990년대 초반에 걸쳐 미국에서 나타난 저축대부조합사태(Savings and Loan crisis), 1990년대 일본의 금융위기, 2000년대 서브프라임모기지 사태 등이 있다.

## 은행 산업의 규모
지난 2008년과 2009년 회계연도 사이, 세계 1,000대 은행의 수익이 85% 감소한 1억 1천 5백만 달러에 그친 가운데, 자산 규모는 6.8% 증가하여 96조 4천억 달러를 기록했다. 금융시장의 상황이 좋지 않았음에도 불구하고 자산규모가 증가한 것은 자본재편의 결과라고 볼 수 있다. 유럽연합(EU) 회원국의 은행들의 2008년과 2009년 세계 자본시장 점유율은 전년도 61%에서 하락한 56%를 차지했다. 같은 기간 아시아 은행의 점유율은 12%에서 14%로 증가했으며, 미국 은행은 11%에서 13%로 증가하였다. 2009년 글로벌 투자은행의 수수료 수입은 전년도 대비 12% 상승한 6천 6백 3천만 달러로 집계되었다.
전 세계 거의 대부분의 은행이 미국에 있다고 해도 과언이 아니다. 2008년 말 기준 7,085개의 은행과 82,000여 개의 지점이 미국에 있다. 이처럼 미국의 지리적 요소와 규제체계의 영향으로 미국의 금융시장에는 중소형 금융기관들이 많이 들어섰다. 2009년 11월 기준으로, 중국의 4대 은행은 67,000개 이상(공상은행 18,000여 개, 중은국제은행 12,000여 개, 중국건설은행 13,000여 개, 중국농업은행 24,000여 개)이며, 140 여 개의 소형은행과 확인 불가능한 소형은행지점까지 존재한다. 일본에는 129개의 은행과 12,000개의 지점이 있다. 2004년 독일과 프랑스, 이탈리아에는 각각 30,000여 개 이상의 은행지점이 있었으며, 영국에는 그 절반 수준인 15,000개 정도의 지점이 있었다.

## 같이 보기
- 은행의 역사(영어판)
- 세계의 금융가문(영어판)
- 돈
- 국제은행간통신협회(SWIFT)
- 네오뱅크
- 온라인 뱅킹
- 모바일 뱅킹
- ISO 9362
- 대한민국의 금융기관 목록
- 제1금융권